# Крествуд (Мисури)
Крествуд (енгл. Crestwood) град је у америчкој савезној држави Мисури.

## Демографија
По попису из 2010. године број становника је 11.912, што је 49 (0,4%) становника више него 2000. године.
| Група             | 2000.          | 2010.          |
| Белци             | 11.356 (95,7%) | 11.014 (92,5%) |
| Афроамериканци    | 85 (0,7%)      | 191 (1,6%)     |
| Азијати           | 172 (1,4%)     | 280 (2,4%)     |
| Хиспаноамериканци | 119 (1,0%)     | 229 (1,9%)     |
| Укупно            | 11.863         | 11.912         |